# Adam Wilhelm von Sydow
Adam Wilhelm von Sydow (15. května 1650 – 17. července 1711) byl pruským generálmajorem a dědicem panství Rehdorf.

## Život

### Původ
Adam Wilhelm pocházel z šlechtické rodiny von Sydow. Byl synem Adama von Sydowa, pána na Rehdorfu a jeho manželky Hyppolithy, rozené von Sack z rodu Butterfelde. Jeho bratrem byl pozdější pruský generálporučík Baltzer Friedrich von Sydow.

### Rodina
Sydow se oženil s Marií von Horker (1659–1712). Manželé spolu měli syna Daniela Friedricha.

### Vojenská kariéra
V roce 1689 získal hodnost poručíka a v roce 1692 se stal plukovníkem. V letech 1693–1695 se účastnil v Uhrách války proti Turkům. V letech 1702–1709 Sydow bojoval proti Francii. V roce 1703 ho povýšil pruský král Friedrich I. na generálmajora a byl jmenován velitelem pěšího pluku „von Grumbkow“.

### Panství
Adam Wilhelm von Sydow koupil v roce 1703 rytířský statek Czarnówko, který byl v Pomořansku a zůstal v majetků potomků až do roku 1773. 